# Karl Feige (Schauspieler)
Johann Karl Daniel Feige (* 5. Oktober 1780 in Neubrandenburg; † 12. Mai 1862 in Kassel) war ein deutscher Theaterschauspieler, Theaterregisseur, Dramaturg und Theaterintendant.

## Leben
Karl Feige wurde als Sohn des Schauspielers Johann Gottlieb Feige (* 1748) und dessen Frau, der Schauspielerin Johanna, geb. Heintze (* 1753) geboren und in einer kleinen, zur Hofkirchengemeinde Neustrelitz gehörenden evangelisch-lutherischen Gemeinde in Neubrandenburg getauft. Beide Eltern waren damals am Hoftheater Mecklenburg-Strelitz in Neustrelitz engagiert, der Vater als Schauspieler, Sänger und Geiger, die Mutter als Schauspielerin. Er wuchs unter neun Geschwistern auf, von denen etliche später auch in den Schauspielerberuf gingen oder mit Bühnenkünstlern verheiratet waren. Conrad Carl Casimir Döbbelin (1763–1821), Prinzipal der Döbberlinschen Schauspielerg und Ehemann seiner älteren Schwester Auguste Feige, war sein Schwager.
Feige hatte 1799 sein Debüt in der Döbbelinschen Schauspielergesellschaft und war 1801–1806 mit dieser Gesellschaft in Frankfurt (Oder), 1804/05 in Posen und 1806 in Hannover und in Amsterdam. 1810–1814 war er Komiker und Regisseur am Nassauischen Hoftheater in Wiesbaden und wirkte 1814–1821 am Hoftheater in Kassel im Fach der niederen Komik. 1821 wurde er in Kassel zum Generaldirektor ernannt. Er leitete das Hoftheater unter außerordentlich schwierigen Verhältnissen mit strenger Hand ein Vierteljahrhundert lang.
Nach fast 40-jähriger Tätigkeit trat Feige, mit zahlreichen Auszeichnungen versehen, in den Ruhestand.
Verheiratet war er ab 1807 mit der Schauspielerin Charlotte Koppe.